# Guadeloupe-Sittich
Der Guadeloupe-Sittich (Psittacara labati, Syn.: Aratinga labati), auch als Labat-Sittich bezeichnet, ist ein ausgestorbener kleiner Papagei, dessen Existenz nur auf Reiseerzählungen von Jean-Baptiste Labat, Griffith Hughes und Jean-Baptiste Du Tertre beruht. Labat, nach dem die Art benannt wurde, schrieb 1722 in seinem Werk Nouveau Voyage aux isles l'Amérique: „Die Sittiche von Guadeloupe sind von der Größe einer Amsel. Sie sind vollständig grün, abgesehen von ein paar roten Federn am Kopf“. 1667 erwähnte Du Tertre in seinem Werk Histoire générale des Antilles habitées par les François einen Ara, einen Amazonenpapagei und einen Sittich. Der Sittich wurde als elstergroß und völlig grün beschrieben. Der Guadeloupe-Sittich starb im 18. Jahrhundert aus.
Die systematische Einordnung der Art ist schwierig. Der Vogel wurde verschiedenen Gattungen zugeordnet: Eupsittula, Aratinga und schließlich Psittacara.